# Саид Халим паша
Мехмед Саид Халим паша (19 февруари 1864 г.,18 или 28 януари 1865 г.  – 6 декември 1921 г.) е османски държавник от албански произход , служил като велик везир на Османската империя от 1913 до 1917 г. Считан е за един от извършителите на арменския геноцид и по-късно е убит от Аршавир Ширакян като част от Операция Немезида, кампания за възмездие над извършителите на арменския геноцид.

## Биография
Роден в двореца Шубра в Кайро, Египет, той е внук на смятания за основател на съвременен Египет Мохамед Али паша. Обучава се при частни учители, а по-късно политически науки в Швейцария. През 1890  или 1895 г.  Саид Халим се жени за Емине Инчи Тосун, дъщеря на Мехмед Тосун паша. В края на 1890 г. италианският архитект Антонио Лашиак строи двореца на Саид Халим паша в центъра на Кайро.
Когато Великобритания окупира Египет през 1914 г., Саид Халим паша става претендент за трона на египетската монархия въз основа на султански ферман, издаден половин век по-рано. Той наследява Махмуд Шевкет паша след убийството му и става едновременно османски велик везир и външен министър. Саид Халим паша е компромисен кандидат в Комитета  за единство и напредък, където остава на по-консервативни ислямистки позиции, отколкото централният комитет би искал, но престижът на неговото потекло го прави приемлив избор за велик везир.
През септември 1913 г. е удостоен от султана с орден за заслугите му при подписването на мир с Царство България, оставането на Одрин в Османската империя и възстановяване на границата на река Марица. Саид Халим паша подписва Османо-германския съюз с германския посланик барон Вангенхайм в имението на Саид Халим паша в Йеникьой. Той подава оставка след морския инцидент с Goeben и Breslau, събитие, довело до въвличането на Османската империя в Първата световна война. Твърди се, че Мехмед V е помолил Саид Халим да остане на поста си възможно най-дълго.
По време на арменския геноцид Саид Халим паша подписва заповедите за депортиране на арменското население. Арменският патриарх Завен I Дер Егиаян го призовава да спре терора, извършван срещу арменците, на което Саид Халим отговаря, че съобщенията за арести и депортации са силно преувеличени. Самият патриарх по-късно също е депортиран. 
Саид Халим паша губи външното си министерство през 1915 г. Премиерството на Саид Халим продължава до 1917 г., когато е прекъснато поради конфликти в комитета. Наследява го министърът на вътрешните работи Мехмед Талаат паша. Саид Халим паша е обвинен в държавна измяна по време на съдебните процеси след Първата световна война в Османската империя, тъй като той е поставил подписа си под Османско-германския съюз. На 29 май 1919 г. той е заточен в затвор в Малта.  Оправдан е от обвиненията и освободен през 1921 г. и се премества в Сицилия. Опитва да се върне в Истанбул, но това искане е отхвърлено. Саид Халим паша е убит скоро след това в Рим от Аршавир Ширакян, агент на Арменската революционна федерация, за ролята му в арменския геноцид. 